# Sander van der Eijk
Sander van der Eijk (2 mei 1991) is een Nederlandse voetbalscheidsrechter. Hij fluit zijn wedstrijden voornamelijk in de Eredivisie. Daarnaast is hij ook internationaal actief.
Hij maakte zijn debuut op het tweede niveau van Nederland op 22 augustus 2016 bij de wedstrijd Jong FC Utrecht - RKC Waalwijk. De wedstrijd eindigde in 1-3 en Van der Eijk gaf vier gele kaarten.
Op 21 oktober 2018 leidde hij in de Belgische Eerste divisie een wedstrijd tussen KV Mechelen en Beerschot-Wilrijk. Zijn debuut in de Eredivisie maakte hij op 2 april 2019 bij de wedstrijd Heracles Almelo - Willem II, die in 3-4 eindigde.

## Statistieken
| Seizoen | Eredivisie | Eerste divisie | KNVB Beker | Totaal   |
| Seizoen | Gefloten   | Gefloten       | Gefloten   | Gefloten |
| ------- | ---------- | -------------- | ---------- | -------- |
| 2015/16 | 0          | 0              | 2          | 2        |
| 2016/17 | 0          | 19             | 2          | 21       |
| 2017/18 | 0          | 17             | 1          | 18       |
| 2018/19 | 2          | 20             | 2          | 24       |
| 2019/20 | 8          | 10             | 2          | 20       |
| 2020/21 | 9          | 10             | 1          | 20       |
| 2021/22 | 12         | 11             | 2          | 25       |
| 2022/23 | 4          | 5              | 0          | 9        |

Bijgewerkt t/m 31 december 2022
Internationaal scheidsrechter: Sander van der Eijk · Wendy Gijsbers · Serdar Gözübüyük · Lizzy van der Helm · Dennis Higler · Joey Kooij · Allard Lindhout · Danny Makkelie · Marc Nagtegaal · Marisca Overtoom · Shona Shukrula

Nationaal scheidsrechter: Erwin Blank · Pol van Boekel · Niels Boel · Alex Bos · Rob Dieperink · Laurens Gerrets · Edwin van de Graaf · Thomas Hardeman · Robin Hensgens · Jochem Kamphuis · Martin van den Kerkhof · Joshua Kuipers · Jannick van der Laan · Jeroen Manschot · Richard Martens · Bas Nijhuis · Ingmar Oostrom · Martin Pérez · Kevin Puts · Clay Ruperti · Rick Sturm · Stan Teuben · Luuk Timmer · Robin Vereijken · Martijn Vos · Wouter Wiersma